# Retropolis
Retropolis är det svenska progressiva rockbandet The Flower Kings andra album.

## Låtlista
1. "Rhythm Of Life" - 0:32
2. "Retropolis" - 11:10
3. "Rhythm Of The Sea" - 6:12
4. "There Is More To This World" - 10:15
5. "Romancing The City" - 0:57
6. "The Melting Pot" - 5:45
7. "Silent Sorrow" - 7:42
8. "The Judas Kiss" - 7:43
9. "Retropolis By Night" - 3:18
10. "Flora Majora" - 6:50
11. "The Road Back Home" - 8:55

## Medverkande
- Roine Stolt - sång, gitarr, keyboard
- Tomas Bodin - Hammond C3 orgel, piano, mellotron, synthesizers, effekter
- Michael Stolt - bas
- Hasse Bruniusson - percussion, trummor på 10
- Jaime Salazar - trummor, percussion

### Gästmusiker
- Ulf Wallander - sopransaxofon på 6 och 11
- Hans Fröberg - sång på 4 och 7

## Låtskrivare
Alla låtar skrivna av Roine Stolt, utom 1, 5 och 9 skrivna av Tomas Bodin